# ZTE 누비아 Z5
ZTE 누비아 Z5(ZTE Nubia Z5)는 ZTE에서 2013년에 출시한 하이엔드 안드로이드 스마트폰이다.
대한민국에서는 미출시 폰으로 구매대행으로 사는방법 밖에 없다.

## 경쟁 기종
- HTC 원
- HTC 버터플라이 S
- LG G2
- 샤프 아쿠오스 SHL23
- 삼성 갤럭시 S4
- 화웨이 어센드 D2
- 화웨이 어센드 P6
- 팬택 베가 시크릿 업
- 팬택 베가 LTE-A